# Лангадия (Аркадия)
Ланга́дия (греч. Λαγκάδια) — горная деревня в Греции,  в исторической области Аркадия, на Пелопоннесе. Расположена на дороге Триполис — Пиргос, в 65 км к северо-западу от Триполиса и в 80 км к востоку Пиргоса, в верховьях реки Лангадианон (Λαγκαδιανό), левого притока Ладона (бассейн Алфиоса). Павсаний упоминает реку Лангадианон как Туфоя (др.-греч. Τουθόα). Административно относится к общине Гортиния периферии Пелопоннес. Население 355 человек по переписи 2011 года.

## Сообщество Лангадия
После создания греческого государства, в 1835 году (ΦΕΚ 16Α) Лангадия стала административным центром общины Тутоа (Δήμος Τουθόας), а в 1841 году (ΦΕΚ 5Α) — общины Тефтис (Δήμος Τεύθιδος), а затем в 1865 году (ΦΕΚ 5Α) — общины Лангадия (Δήμος Λαγκαδίων). Сообщество Лангадия (Κοινότητα Λαγκαδίων) создано в 1912 году (ΦΕΚ 252Α). В сообщество входят шесть населённых пунктов. Население — 504 человека по переписи 2011 года. Площадь — 66,127 км².
| Населённый пункт | Население (2011), человек |
| ---------------- | ------------------------- |
| Лангадия         | 355                       |
| Айос-Атанасиос   | 10                        |
| Айос-Николаос    | 39                        |
| Калонерион       | 73                        |
| Ксеровуни        | 10                        |
| Птерья           | 17                        |

## Население
| Год  | Население, человек |
| ---- | ------------------ |
| 1991 | 612                |
| 2001 | 480                |
| 2011 | ↘ 355              |